# Area archeologica di Settecamini
L'area archeologica di Settecamini, scoperta nel 1951, si trova a Roma nella zona denominata Settecamini, sulla via Tiburtina Valeria.
L'area si trova al VIIII (stranamente non "IX") miglio della Tiburtina, come riportato sulla pietra miliare. In questo punto, a metà strada tra Roma e Tibur (Tivoli), la Via Tiburtina incrociava la strada che portava dal fiume Aniene all'Etruria ed alla Sabina.
Nell'area era un insediamento con diversi edifici e tombe monumentali, ed è possibile vedere l'antica pavimentazione della Tiburtina.
La prima edificazione, paleocristiana inserita in un tempio pagano, risale circa al I secolo a.C. Vi è presente un cortile con un pozzo centrale, dal quale si accede da due ingressi laterali. Fu zona residenziale fino al V secolo.
L'edificio in miglior stato è la "taberna", probabilmente un luogo di riposo per i viaggiatori, che conserva ancora un mosaico di età imperiale. L'edificio sembra essere stato in funzione per molto tempo, dal I secolo a.C. al V secolo d.C., come testimoniano le diverse fasi edilizie, e può aver svolto nel tempo diverse funzioni.